# KL Reggae
KL Reggae es un grupo musical mexicano originario de la ciudad de La Paz, Baja California Sur, México, que ha representado a la música Reggae en Español en el estado de Baja California Sur, desde su fundación a principios del año 2003, buscando transmitir mensajes de lucha, paz, unión, justicia, entre muchos otros temas.